# شجرة عائلة الأسرة المصرية الثالثة عشر

## مقدمة
تمتد الأسرة الثالثة عشرة المصرية من نحو 1802 إلى 1649 ق.م، وتُعدّ بداية العصر الانتقالي الثاني، حيث تفسّخت سلطة الملوك المركزية وبرزت أسر متفرعة عدة يتميز معظمها بعلاقات نسبية واضحة في مراحل متقدّمة (إنما لا تسري على جميع الحكام). شهدت هذه الأسرة صعود فراعنة من بيت «هاعنخِف–كمّي» في مرحلتين متتاليتين، ثم أسر أخرى أقل وضوحًا في النهايات. 

## التاريخ والسياق السياسي
انطلقت الأسرة الثالثة عشرة بعد فترة مضطربة تمثلت بانهيار الأسرة الثانية عشرة ووفاة صعقب نفرُو (Sobekneferu) عام 1802 ق.م، حيث خلفه حكام جدد من أصول غير ملكية واضحة انبثقوا من أوساط القصر والإدارة العليا، وأطلقوا سلسلة متوالية من الفراعنة استمرّت نحو 150 عامًا مع تناوب أسر وسلالات ثانوية.
اتسم حكم الأسرة بعدم الاستقرار السياسي وتكرار النزاعات على العرش، مع فترات قصيرة لحكم بعض الفراعنة وفترات أطول نسبيًا لعشرات آخرين؛. كما ضعُفت السلطة المركزية أمام نفوذ كبار الكهنة والنُوَّمَرْخات (نواب الأقاليم) خصوصًا في الوجه البحري والشمالي.  

## شجرة العائلة
```
هاعنخف ── كمّي  
├── سكِهمرِ رع خُتَوي سوبكحتب الأول  
│    ├── سِهاثور (شريك مُشارك/خليفة قصير الأمد)  
│    └── خعَنفر رع سوبكحتب الرابع  
│         ├── سوبكحتب-ميو (ابن)  
│         ├── سوبكحتب-دجا-دجا (ابن)  
│         ├── هعنخِف-إيخِرْنيڤريت (ابن)  
│         ├── أمنحتب (ابن)  
│         └── نبتييونت (ابنة)  
└── حتب-سخم-نفر (مِنتوحتِب)  
     └── سُبكحتب الثالث  
          ├── منقوش معه أباه ومادرته إيوهيتبو وأخويه سنِب وخعكاو وشقيقته رينسِينِب  
          └── زوجتا سوبكحتب الثالث: سِنبهنَس ونيني (بناتهن: إيوهيتبو فندي، ديتتانقت) 
```

- فرع هاعنخف–كمّي: سجّل بداية الأسرة مع سكِهمرِ رع خُتَوي سوبكحتب الأول (Sekhemre Khutawy Sobekhotep I)، المنحدر من هاعنخف وكمي، ثم تولّى نجلاه وأشقاؤه عرش مصر لأكثر من عشرين ملكًا متعاقبًا، بيد أن أبرزهم كانوا سِهاثور (Sihathor) الذي شارك حكمه شقيقُه، وخعَنفر رع سوبكحتب الرابع (Khaneferre Sobekhotep IV)، الذي بنى أبرز آثار الأسرة وأكثرها ديمومة في ثبات الحكم والحفريات الجنائزية.
- فرع سكِهمرِ رع سوبكحتب → خعَنفر رع سوبكحتب الرابع → عائلة خعَنفر رع: سُجل في نقوش معبد آمون بالكرنك أن خعَنفر رع سوبكحتب الرابع وُلد في طيبة، وذكر في معَونَة عدد من أولاده وأسمائهم الأربع ذكورًا وأنثى واحدة، مما يبرهن على امتداد سلالة قياسية في عهده.
- فرع حتب-سخم-نفر (مِنتوحتِب)–سوبكحتب الثالث: يؤرخ تمثال على جزيرة سهل أن سوبكحتب الثالث (Sekhemre Sewadjtawy Sobekhotep III) كان ابنًا لـ«مِنتوحتِب» وأمه إيوهيتبو، ورافقه فيهما شقيقاه سينب وخعكاو وأخت غير شقيقة تُدعى رينسِينِب، كما وثّقت مع بعلات زوجتيه في نقوش قفت وورديهوم بناتهنّ باسمَي إيوهيتبو فندي وديتتانقت.
- عائلات أخرى: لا تُعرف علاقاتها النسبية الدقيقة ببقية الأسرة بسبب انقطاع السجلات الملكية، وشملت أسماء مثل سنبف، نيريكارع، أمنمحت الخامس، كيمو سيهارنِجدرِتيف، وغيرهم وفق بردية تورينو وقوائم مانيتو، ولكن لم يُكشف عمومًا عن صلات نسبية وثيقة مع سلالتي هاعنخف–كمّي أو منتوحتِب.

## أنظر أيضًا
- قائمة ملوك مصر القديمة
- قائمة الأسر الملكية المصرية
- الأسرة المصرية الثالثة عشر
- الفترة المصرية الانتقالية الثانية